# Maximilianpapagei
Der Maximilianpapagei (Pionus maximiliani) ist ein eigentlicher Neuweltpapagei aus der Gattung der Rotsteißpapageien.

## Verbreitungsgebiet
Der Maximilianpapagei bewohnt das Gebiet von Nord-Argentinien bis nördlich von Ceará, Piauí und Goiás in Brasilien.

## Merkmale
Der Maximilianpapagei erreicht eine Gesamtlänge von 29 cm. Das Gefieder ist überwiegend mattgrün, die Unterseite ist blasser und bronzebraun getönt. Stirn und Zügel sind schwarz, die grünen Wangenfedern sind bläulich gesäumt. Kinn und Kehle sind grün mit einer blauen Bänderung im Kehlbereich. Die Federn an Rücken, Bürzel, Flügel, Brust und Bauch sind dunkel olivgrün. An den Armdecken sind sie heller und die Flügelunterseiten sind dunkel blaugrün. Die äußeren Handschwingen haben an den Außenfahnen eine grünblaue Säumung. Die Unterflügeldecken und die Unterseite der Schwingen sind mattgrün. Die Unterschwanzdecken sind korallenrot, einzelne Federn sind blaugrün gerändert. Die Steuerfedern sind grün, die äußeren haben eine blaue Außenfahne. Die Innenfahne ist an der Spitze grün und wird zur Basis hin rot. Der Schnabel ist gelblich hornfarben und an der Basis dunkelgrau. Die Iris der Vögel ist braun, die Färbung des Orbitalrings reicht von hellgrau bis weiß. Die Beine und Füße sind grau. Beim Maximilianpapagei ist kein Geschlechtsdimorphismus erkennbar.
Die Jungvögel sehen den Altvögeln ähnlich. Ihre Federn am Kopf sind aber blasser und die Stirnfedern weisen eine gelborange oder rötliche Färbung auf. Das blaue Halsband, das bei den adulten Vögeln deutlich hervorsticht, ist bei den Jungvögeln noch nicht ausgeprägt und die rote Unterschwanzdecke der Jungtiere ist noch hellgrün gesäumt.

## Unterarten
- Pionus maximiliani maximiliani (Kuhl, 1820)[1] – Die Nominatform ist oben beschrieben. Sie kommt in Nordost- und Zentral-Brasilien vor.
- P. maximiliani melanoblepharus Miranda-Ribeiro, 1920[2] – Kinn und Brustbereich sind dunkelblau, der Rücken und die Unterseite sind dunkler grün als bei der oben beschriebenen Nominatform und die Unterart ist etwas größer. Die Jungvögel ähneln denen von P. m. maximiliani, sind jedoch etwas dunkler grün. Das Verbreitungsgebiet reicht von Südost-Brasilien, über Ost-Paraguay bis nach Nord-Argentinien.
- P. maximiliani siy Souancé, 1856[3] – Diese Unterart ähnelt P. m. melanoblepharus, aber Kinn und Halsband sind purpurrot gefärbt mit blauen Tupfen auf einigen Kehlfedern. Das Rückengefieder und die Unterseite sind von einem blasseren Grün und schimmern bronzefarben. Die Jungvögel sehen aus wie bei P. m. maximiliani nur mehr olivgrün. Das Verbreitungsgebiet reicht von Ost-Brasilien, über Ost-Bolivien und Paraguay bis nach Nord-Argentinien. In Ost-Brasilien vermischt sich die Unterart mit P. m. melanoblepharus.
- P. maximiliani lacerus (Heine, 1884)[4] – Das Gefieder ist wie bei P. m. syin gefärbt, das Halsband ist jedoch breiter und hat ein intensiveres Blau. Die Jungvögel sehen aus wie die von P. m. syi. Das Verbreitungsgebiet liegt in Nord-Argentinien, wo sich die Unterart mit P. m. syi vermischt.

## Lebensweise
Der Maximilianpapagei bewohnt offene Wälder, Palmenhaine und Buschsavannen der tropischen Zone. Die Vögel werden gewöhnlich paarweise, einzeln oder in kleinen Gruppen gesehen. In den Bäumen bemerkt man sie kaum, da sich das grüne Gefieder in den Baumkronen kaum von der Umgebung abhebt. Während die Papageien beim Ruhen und Fressen nur leises Geschnatter von sich geben, sind sie im Flug sehr laut und schon von weitem hörbar.
Die Nahrung der Maximilianpapageien besteht aus Früchten, Beeren und Samen. Man vermutet, dass sie sich auch von den Blüten von Obstbäumen ernähren.

## Population
Die andauernden Waldrodungen in Südamerika scheinen den Maximilianpapagei kaum zu belasten, sodass sich ein Rückgang der Art nur schwach abzeichnet. Zusammen mit dem Braunohrsittich ist der Maximilianpapagei der am weitesten verbreitete und zahlenmäßig am stärksten vertretene Papagei in seinem Lebensraum. Die Art wird daher von der IUCN als ungefährdet („least concern“) eingestuft.

## Etymologie und Forschungsgeschichte
Die Erstbeschreibung des Maximilianpapageis erfolgte 1820 durch Heinrich Kuhl unter dem Namen Psittacus Maximiliani. Als Verbreitungsgebiet gab er Brasilien an. Das Typusexemplar befand sich in der Sammlung von Prinz Maximilian zu Wied-Neuwied. 1854 führte Johann Georg Wagler die für die Wissenschaft neue Gattung Pionus u. a. für den Maximilianpapagei ein. Dieser Begriff leitet sich von dem altgriechischen Wort πιων, πιονος piōn, pionos für „fett, korpulent“ ab. Der Artname ist seinem Sammler gewidmet. »Siy« ist ein das Guaraní Wort für den Maximilianpapagei. »Melanoblepharus« ist ein griechisches Wortgebilde aus μελας, μελανος melas, melanos für „schwarz, dunkel“ und βλεφαρον blepharon für „Augenlid, Auge“. Schließlich leitet sich »lacerus« von lateinisch lacer, lacera ‚zerrissen, verstümmelt‘ ab. Im Jahr 1891 beschrieb Adolphe Boucard Pionus bridgesi, ein Name der heute als Synonym zu P. m. siy betrachtet wird. Dieser Name ist Thomas Charles Bridges (1807–1865) gewidmet. Alfred Laubmann arbeitete in seinem Werk Die Vögel von Paraguay heraus, dass die Unterschiede in P. m. siy und P. m. lacerus zwar nicht immer eindeutig zu bestimmen sei, aber dass P. m. siy die einzige Unterart in Paraguay ist.

## Quelle